# 道の駅がいせん桜 新庄宿

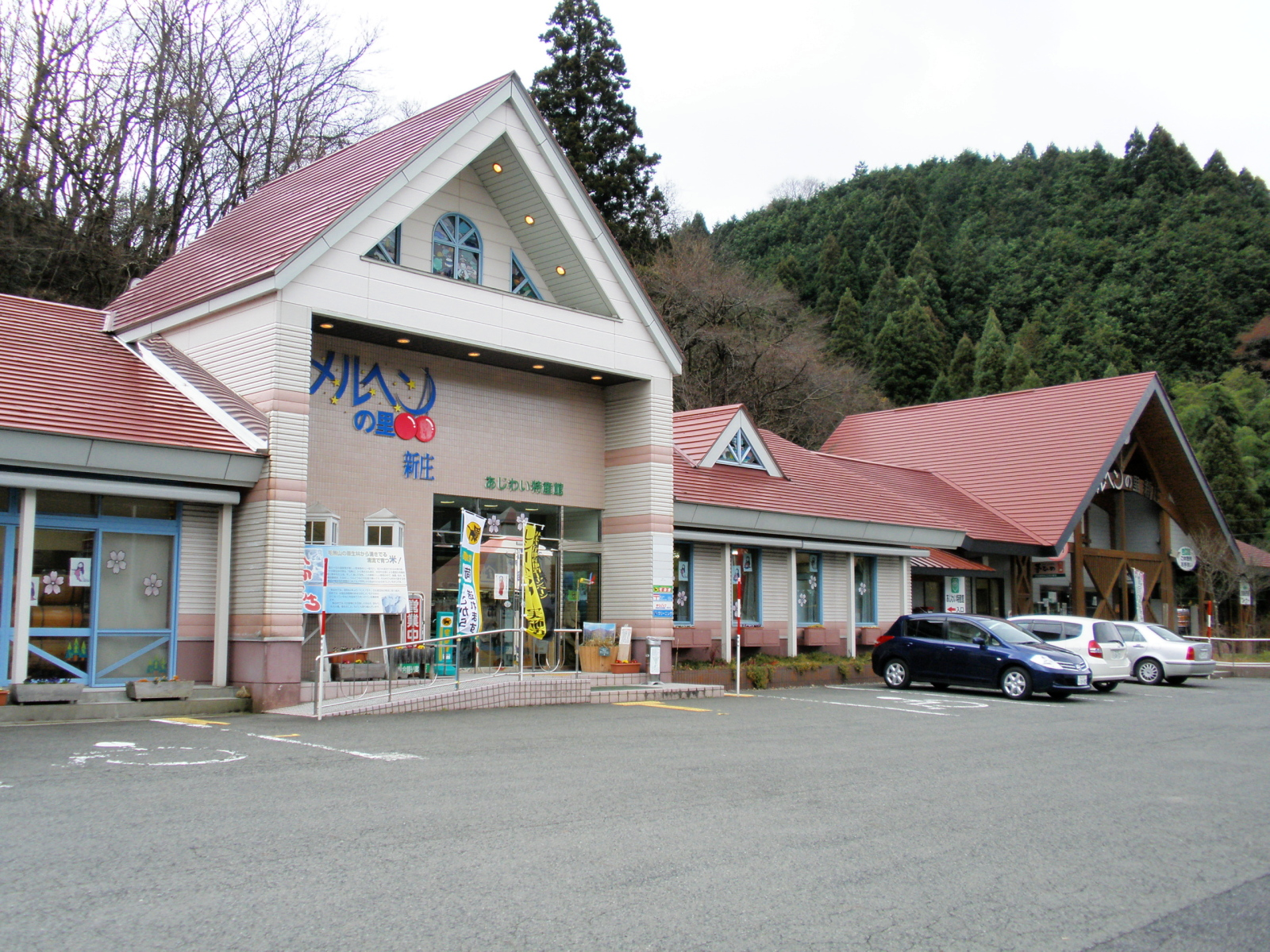
あじわい特産館

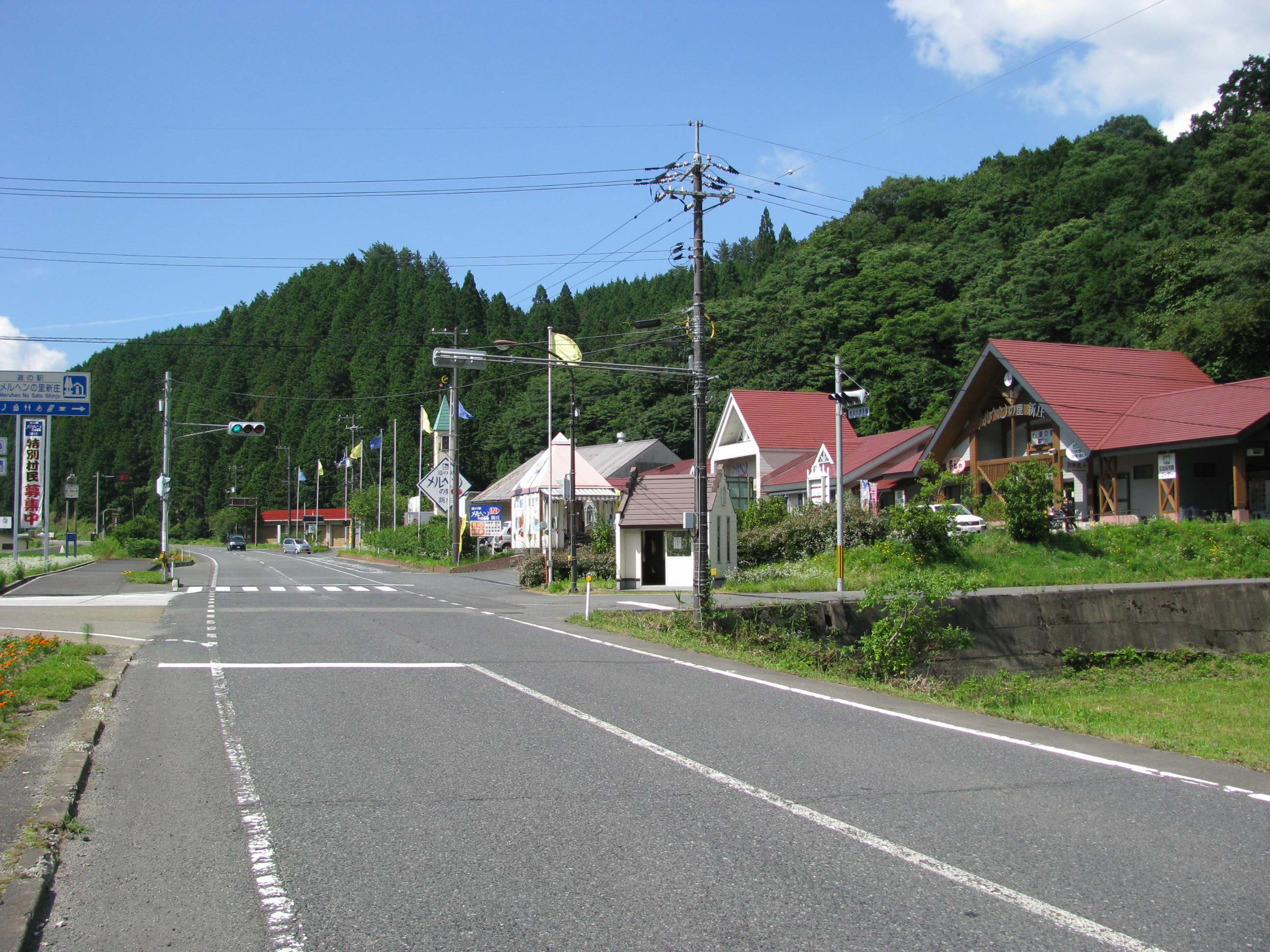
全景

道の駅がいせん桜 新庄宿（みちのえき がいせんざくら しんじょうしゅく）は、岡山県真庭郡新庄村にある国道181号の道の駅である。
平成4年度農村地域農業構造改革事業で整備されたあじわい特産館の南に整備され、1995年（平成7年）に開駅した。

## 沿革
1995年（平成7年）10月13日に道の駅メルヘンの里新庄（みちのえき メルヘンのさとしんじょう）として開駅した。
2017年（平成29年）8月21日から駐車場・トイレのみの営業となり、2018年（平成30年）3月14日から営業を休止し、施設の全面リニューアルを行った。
2018年（平成30年）4月4日に店舗などのリニューアルが完了し、名称を現在の道の駅がいせん桜 新庄宿（みちのえき がいせんざくら しんじょうしゅく）に改称した。

## 施設
- 駐車場
  - 普通車：42台
  - 大型車：5台
  - 身障者用：3台
- トイレ
男：大 2器、小 5器
女：5器
車椅子用：2器
- 公衆電話：2台
- レストラン（10:00 - 17:00）
- 売店
- 自動販売機
- 情報コーナー
  - インフォメーションカウンター
- 休憩所（9:00 - 18:00）
- ベビーベッド
- 郵便ポスト（美甘郵便局）
- プロ野球選手時代の新庄剛志が訪問時に作成した手形レリーフが設置されている（「新庄剛志#「新庄」と名のつく市町村との交流」を参照）[2]。
- バス乗り場
  - 真庭市コミュニティバス（通称まにわくん♡）30系統（新庄・久世ルート）

## 休館日
- 毎週水曜日（冬期のみ）

## アクセス
- 国道181号 - 登録路線
- 岡山県道58号北房川上線

## 周辺
- 新庄村役場
- がいせん桜通り
- 不動滝
- 毛無山